# 乔特罗斯玛丽中学
乔特·罗斯玛丽（Choate Rosemary Hall）是位于美国康涅狄格州沃灵福德的一所私立、大学预科、男女同校的寄宿高中。乔特·罗斯玛丽的名字来源于两校的合并。1971年，全男校乔特（The Choate School，1896年于沃林福德成立）与全女校罗斯玛丽（Rosemary Hall，1890年于沃林福德建立，日后迁往格林尼治镇）合并成了一所学校，也就是今天的乔特罗斯玛丽。从1971年起，乔特罗斯玛丽开始招收男性与女性学生。在这一年，为了容纳更多的学生，乔特罗斯玛丽在校园内建起一些现代风格的校舍，多数位于校园东边。
乔特罗斯玛丽（下文简称乔特）培养了新英格兰地区的几代上层阶级，其实包括许多美国政治精英。为了使得学生的背景更加多样化，如今乔特逐渐出台了许多规划：例如乔特将资助年收入低于75,000美元的家庭，为他们的孩子提供免费的教育。
乔特是美国八校联盟（Eight Schools Association）的成员之一。此协会于1973年成立，直到2006年才成为正式机构。乔特的前校长爱德华·沙纳翰（Edward Shanahan）被任命为八校联盟的第一任协会长。八校联盟囊括的学校有：乔特（Choate），安多福（Andover），艾希特（Exeter），鹿田（Deerfield），圣保罗（St. Paul’s）, 霍克基斯（Hotchkiss）, 罗伦斯福（Lawrenceville）, 和北野山（Northfield Mount Hermon）。不仅如此，乔特同时也是十校入学组织（Ten Schools Admisoon Organization) 的成员。该组织成立于1966年，成员学校包括乔特，安多福，艾希特，鹿田，圣保罗，霍克基斯， 罗伦斯福，塔夫脱（Taft），卢米斯查菲（Loomis Chaffee)，及希尔中学（Hill School)。
乔特的著名校友包括：约翰·肯尼迪、两届总统候选人阿德莱·史蒂文森二世（Adlai Stevenson）、剧作家爱德华·阿尔比（Edward Albee）、小说家约翰·多斯·帕索斯（John Dos Passos） 、投资者布莱特·伊坎（Brett Icahn） 、特朗普总统之女商业家伊万卡·特朗普 、慈善家保罗·梅隆（Paul Mellon） 、编剧杰弗里·弗莱彻（Geoffrey Fletcher） 、演员格伦·克洛斯 （Glenn Close）、麦克·道格拉斯（Michael Douglas） 、杰米·李·柯蒂斯(Jamie Lee Curitis)、布鲁斯·邓恩（Bruce Dern）、和保罗·吉亚玛提（Paul Giamatti）。

## 历史

### 早期历史
乔特（Choate）家族和阿特沃特（Atwater）家族是新英格兰地区的名门望族。两个家族各自成了两所高中，之后合并成为了乔特·罗斯玛丽高中（Choate Rosemary Hall）。

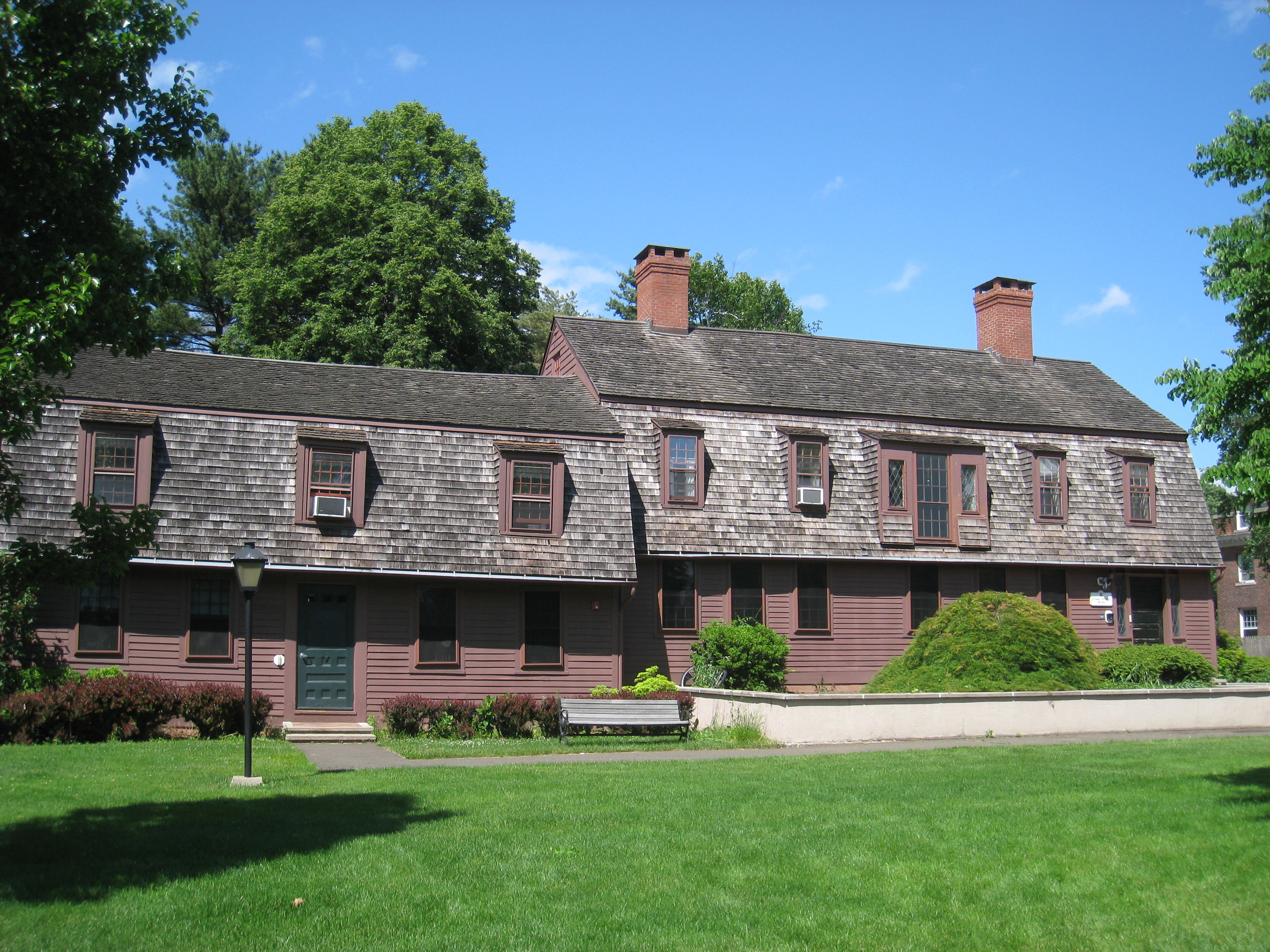
斯坦利(Squire Stanley)宿舍, 于1690–1750建造。1775年乔治·华盛顿 (George Washington）曾拜访过这里。如今这是一个9年级女生宿舍。

十九世纪九十年代，玛丽·阿特沃特·乔特（Mary Atwater Choate）在她位于沃林福德（Wallingford）的童年住所与夏日度假处创立了罗斯玛丽（Rosemary Hall）学校。玛丽毕业于波特小姐（Miss Porters）学校。她的曾祖父是卡雷布·阿特沃特(Caleb Atwater），一个康涅狄格州的商业大亨，曾在革命战争中为美国军队提供军备。1775年，华盛顿将军领兵路过沃灵福德，途中造访了艾特瓦特的家族商店。当时，他与法官欧利福·斯坦利（Oliver Stanley） 在“红房子”喝了下午茶。“红房子”之后成为了乔特的今日的的斯坦利(Squire Stanley)宿舍。
1878年，玛丽为在内战中失去丈夫的寡妇们创办了一所职业技校，该学校的模式被日后的许多类似学校所借鉴。1889年，玛丽计划建立一所女校，宗旨是“女性自足”，主要的教学任务是家政。她在纽约时报张贴广告，为该学校寻觅一个合适的女校长。卡洛琳·露丝·雷利斯（Caroline Ruutz-Reese），一个新泽西州的二十五岁女教师，接受了这份工作。
1890年10月3号，纽黑文（New Haven）的早间新闻报告中提到：“昨天，沃灵福德的罗斯玛丽高中，在美丽的罗斯玛丽庄园中开学了。此庄园是乔特夫人家族延续五代的财产。爱德华·爱福利特·哈勒（美国作家Edward Everett Hale）以他独特的方式进行了开学演讲。“千万别忘了”他说道，“把你正在做的事情做好，是一种伟大的艺术。如果你只能蹒跚行走，那也要把路走好。如果你想跳舞，那要跳得漂亮。”
入校的八个女孩都住进了学校的校舍。其中有“旧阿特沃特”宿舍（建于1758），位于鄂尔姆街(Elm Street)与克里斯琴街(Christian Street)的西北角。如今这栋宿舍已翻修为“新阿特沃特”宿舍。另外一个宿舍是“阿特沃特庄”（建于1774年），位于今日校园的中心。
卡洛琳·露丝·雷利斯（Caroline Ruutz-Rees），罗斯玛丽高中的第一任女校长（1938年卸任），曾是一个十分有影响力且特立独行的人。她是激进的女权主义者，以及女性参政权运动的参与者。她曾穿着短灯笼裤，在沃林福德的高尔夫球场上散步。这种新式着装使相对保守的本地人十分震惊。在去往沃林福德车站的小汽车上，卡罗琳也随着带着手枪。卡罗琳校长很快地改变了罗斯玛丽高中的教学目的，从曾经的家务教学变为了一所当代的女子高中。
乔特由威廉和玛丽乔特于1896年创立。威廉·加德纳·乔特（William Gardner Choate）（1830-1921），1852年毕业于哈佛大学。在1878年至1881年之间，他担任了纽约南部的区法官，后来成为希普曼，巴洛，拉罗克和乔特的合伙人。威廉·乔特是海事，铁路，破产与公司法方面的国家权威。正如他更为有名的弟弟一样，他们都是一个著名俱乐部——世纪哈佛(Harvard and The Century)的成员。威廉·乔特的弟弟是约瑟夫·霍奇斯·乔特（Joseph Hodges Choate）律师，曾担任过威廉·特威德（著名政客，因为贪污而入狱）的辩护人，以及圣詹姆斯法院的大使。
威廉与玛丽-乔特邀请他们的房客，当时住在红房子的马克-皮特曼 (1830–1905)加入新学校，并给予了他资金支持。皮特曼1859年从鲍登大学毕业，时年六十六岁。他曾就任位纽黑文伍尔西学院（Woolsey School）的校长一职，并在丧妻之后一直独身。他接受了乔特的邀约，原因之一也是乔特将同时应聘他的三个成年女儿：蕾拉，伊丽莎白，与海伦。1896年秋季，乔特迎来了第一届学生，共有六个十岁左右的男孩，其中四个与皮特曼住在红房子。而红房子，如今改名为Squire Stanley House，仍旧是乔特今天的宿舍之一。
在乔特任教期间，皮特曼(Pitman) 负责拉丁语、英语、历史学、与科学课程；而伊丽莎白（Elizabeth）则作为艺术教师。海伦（Helen）是钢琴教师，蕾拉（Leila）是学校的写作教师与护士。玛丽-乔特（Mary Choate）的兄弟，汉庭顿-乔特（Huntington Choate）作为学校的工艺教师与住校医生。在这期间，乔特与罗斯玛丽中学没有正式的关系。但乔特与罗斯玛丽的学生会前去观看两校的戏剧或表演。不仅如此，玛丽·乔特（Mary Choate）有时也会在阿特沃特庄（Homestead）主持舞会。
1897年，乔特在红房子（如今的Squire Stanley）的对面建造了乔特楼（The Choate House)。这栋新校舍包括朗诵室、医务室、学校食堂及可容纳15个男生的宿舍。从1931年到1932年，这栋校舍成为了肯尼迪总统的宿舍。1899年，乔特食堂成为了第一次“少年舞会” （Junior Dance）的举办地。但一年后，罗斯玛丽的女学生停止参加在乔特举办的少年舞会，直到1971年才重新参加。

### 时间轴
- 1889年：校长玛丽·阿特沃特·乔特（Mary Atwater Choate）在纽约进行宣传。
- 1890年：  罗斯玛丽霍尔（Rosemary Hall）基金会成立 ，卡洛琳·茹兹瑞兹（Caroline Ruutz–Rees）开始了她长达48年的校长生涯，当时总共8名女生加入了学校，并参加了开学典礼。
- 1891年： 第一次选择最优秀的学生，或者说是成绩最优异的女学生，这个荣誉一直颁发到1977年。
- 1892年：第一次发行同类女子学校中最早的文学杂志《问号》。
- 1893年：这年春季，第一次演出莎士比亚戏剧。同时罗斯玛丽高中接待了来自女子学校哈森（Mrs. Hazen）学校的学生，这也是女子学校的第一场学校之间的体育竞赛。
- 1894年: 第一场学校之间的篮球竞赛，对手是纽黑文诺尔姆学校（New Haven Normal School）
- 1895年:  五月，为了纪念学校成立13周年，学校举行了首次远足活动。队伍总共走了45英里（72千米），历时三天，地点主要在沃林福德，达拉漠，中城，和索辛顿。
- 1896年: 威廉·加纳得·乔特和玛丽·阿特沃特·乔特成立了乔特基金会。在1896到1908年间的所有亏损都是由乔特大法官 威廉·加纳得·乔特来出资的。马克·皮特曼（Mark Pitman）开始了在乔特的9年教师生涯，有6名男生加入了学校。在罗斯玛丽霍尔，弗雷克·豪斯博（Fredrick Hulseburg） 被聘用为美国第一名女子板球教练。
- 1897年：乔特学校建造了乔特楼（Choate House）。戏剧社团在乔特楼图书馆做了第一场演出。同时学校建立了学生管理社团(Good Government Club)，也就是学生会的前身。
- 1897年：在罗斯玛丽霍尔，第一次选举了委员会，也就是学生自治团体，这个制度一直持续到1971年。
- 1898年: 在罗斯玛丽霍尔，12年级的学生必须要通过布尔茅尔学院(Bryn Mawr College） 入学考试才能被准许毕业。这条要求持续了49年。
- 1899年: 在乔特学校，招收了20名男生，同时设立了食堂：法国桌（French Table）。在5月13日，乔特进行了第一次学校之间的篮球比赛，对手是沃林福德（Walllingford）高中。12月9号，两所学校在乔特进行了比赛。
- 1900年: 3月 乔特和斯坦（Stearn）学校进行了一次篮球比赛，同时罗斯玛丽霍尔的女生们组成了啦啦队。学校同时进行了第一场辩论比赛，由两个学生团体分别代表两方，一个是猫头鹰队（代表智慧）一个是赫尔维西亚人（代表荣誉）。在春季的时候，学校发布了第一本校刊，《要闻》(“The Brief”)。同时在秋季的时候，学校举办了第一场学校时间的橄榄球比赛，比分是2-1.
- 1900年: 罗斯玛丽霍尔搬迁到了格林威治 ，当时总共有57名学生。
- 1901年: 学校花费了15000美元建立了朱丽叶·玫尔维兹（Julius Meyerowitz）体育馆，以及一所校内旅馆。学校的冰球队一个季度总共进行了4场比赛。
- 1902年：学校招收了40名男生，以前是属于罗斯玛丽霍尔的阿特沃特（Atwater）楼，成为了主楼。乔特大法官捐赠了工作室及博物馆木屋（The Cabin）。学生们在乔特楼内安装了室内电话。学校开了第一场大舞会。后来，这场舞会成为了学校的一个节日。
- 1904年: 阿特沃特楼增加了一个图书馆。查尔斯维津，后来的撑杆跳纪录保持者，在田径队训练。
- 1905年：历任校长马克·皮特曼去世。
- 1907年:  发布了乔特编年史（Choate Chronicle），也即《要闻》的改版，也是校报乔特新闻的前身。
- 1908年: 这年秋季，乔治·圣约翰（George St. John） 开始了他作为校长的第39年。他住在Curtis House（即现在的Sally Hart Lodge），也是直到1997年历代校长的住处。当时的学校占地10英亩，同年乔特乐队成立。同时，之前提到的乔特编年史改名为乔特新闻（Choate News）。
- 1909年: 第一个希尔奖（Seal Prize）被颁发给了非常优秀的12年级学生。该传统一直持续到1982年。
- 1911年: 5月12日，圣·约翰分别购买了乔特23000美元和38000美元的股票。5月30日的时候，希尔楼（Hill House）落成，总花费40000美金，资金主要由圣·约翰以前哈佛大学的朋友亚瑟·候（Arthur Hoe）所捐赠。约翰·铎丝·帕索斯（John Dos Passos）毕业。秋季，乔特招收了103名学生，招聘了13名老师。
- 1912年: 招收了124个男孩，同时还有16名老师。开创了合唱团。
- 1913年: 圣安德鲁组织（St. Andrew’s Society）成立，用来帮助纽约的贫困人士，其中的成员都是乔特的学生。这个组织持续到了1965年。内生尼尔·W·毕肖普（Nathaniel W. Bishop）为学校的河边建造了船坞。
- 1914年: 2月4号的时候，第一次在新建立好的西翼(West Wing)食堂用餐，秋季的时候，招收了131名男生和14名老师。
- 1915年: 142名男生加入了学校，第一次发表了乔特文学杂志，创办了划船运动，同时建立了网球俱乐部。
- 1916年: 3月16日，一场火灾摧毁了玫尔维兹（Meyerowitz ）体育馆。同年开创了高尔夫球俱乐部。秋季的时候，招收了177名男生和23名老师。同时学校购买了盖博（Gables）。
- 1917年: 秋季的时候，新体育馆建造完成（就是现在的学生中心），购买了果园楼（Orchard House）和更远木屋（Further Cottage）。秋季的时候，招收了200名男生和25名老师。
- 1918年: 学校组织了军营（分为abcd四个）。阿德莱史蒂文森毕业于本年。
- 1919年: 切斯特鲍尔斯毕业于本年。同时，学校购买了Darling House。秋季的时候，招收了237名男生和28名老师。
- 1920年: 学校购买了Parsonage，East Cottage，教堂，Ayres，和Long House；East Cottage是约翰肯尼迪10年级时候的宿舍。秋季的时候，招收了253名男生和32名老师，合唱团建立了。
- 1921年：招收了271名男生和34名老师，秋季的时候，Memorial House建成了。总共有280名捐赠者，包括了安德鲁·梅隆，他捐赠了15000美元。Austin Meeks来学校当划船的教练，这使得学校在1920到1930年间几乎统治了整个地区的冠军赛。
- 1922年：招收了299名男生和38名老师，第一次举办Deerfield Day，Choate的橄榄球以28-6获胜。
- 1923年：学校招收了322名男生，40名老师，学校建造了Brown—Massie House。
- 1924年：学校招收了339名男生，43名老师。建造了乔特教堂基金会，由624名捐赠者资助。教堂由Ralph Adams Cram设计，然后由乔特员工来建造。Andrew Mellon 捐赠了25000美金，乔特购买了个农场，同时建立了Choate日用品商店 。
- 1925年: 保罗·梅隆从学校毕业，学校购买了Woodhouse，招收了361名男生，及45名老师。
- 1926年: 春季的时候，Andrew Mellon 图书馆建成了，Mellon家族总共捐赠了一百五十万美金（总价两百万美金）。秋季的时候，学校招收了401名男生，50名老师。
- 1927年: 学校招收了426名男生，57名老师，购买了Deaconage。
- 1928年: 452名男生和57名老师，John Ed Wilford 开始在学校教授护理学，同时建造了学校的John D. Drchbord 校医院
- 1929年: Robert Fitzgerald 从学校毕业，秋季的时候，学校招收了497名男生和62名老师。学校建造了Hall，乔特教堂基金会改名为乔特教堂和图书馆的基金会，并且拥有教堂，图书馆，Memorial House，Archbold，Hall。
- 1930年: Alan Lomax 从学校毕业。建造了Mahlon Thatcher 田径运动场，这是Thatcher夫妇为了纪念他们在意外事件中死亡的儿子。在秋季的时候，学校招收了509名男生，64名老师。建立了足球队，学校乐团在橄榄球比赛的时候第一次露面。
- 1931年: 招收了505名男生，和64名老师。学校购买了Munson House。棒球运动开始了第六个季度的训练，最后以57-6收场。
- 1932年：一月份的时候，Joseph P. Kennedy组织了学校的第一场电影。学校建造了冬季训练体育馆（就是现在的WJAC），整个场馆由乔特的员工建造，总共花费了275000美元，其中三分之一的捐赠来自于 Thatcher 夫妇。冬季体育馆也是Henry Raymond Stong的最后设计的作品，他本人已于 1931年逝世。学校校长导演了Gilbert And Sullivan的作品, 一直持续到他1947年退休为止。
- 1933年: 475名男生和59名老师被招收。学校购买了Homestead和Red Cottage。Homestead是从Mary Atwater的侄子那里购买来的
- 1934年：学校招收了459名男生和58名老师。同时学校购买了Edsall House。
- 1935年: 约翰肯尼迪从学校毕业。学校总共招收了466名男生和57名老师。购买了1960 House。1月12到13号之间，Gertrude Stein 参观了校园，他的演讲被发到了乔特文学杂志上。
- 1936年: Alan Jay Lerner 和 Avery Dulls毕业了。秋季的时候，招收了490名学生和62名老师。学校购买了Chapel House和New Old South，同时也作为Clinton p. Knight 送给学校的礼物。Dudley Fitts 和他以前的学生 Robert Fitzgerald发布了翻译后的Alcestis of Euripides和Antigone of Sophocles 。
- 1937年: 学校招收了501名男生和64名老师。Alumni Board House被建立了起来，有400名捐赠者。Choate学校公司把财产转移到了基金会。Combination House通过合并Brown和 Middle Cottage被建立了。
- 1938年: Paul Mellon Science Hall被建立了起来，这是Paul Mellon给学校的礼物，学校从Atwater家族购买了Red house 。“The Golden Blue”乐团创立。这一乐团存在了30年。
- 1939年: 4月的时候，The Choate Alumni Bulletin被发布了，编辑者是Dan c. Coyle.
- 1940年: 创建了乔特父亲联盟组织成立。
- 1941年: 创建了乔特母亲联盟组织成立。
- 1943年: Alumni Fund被建立了，三月份的时候，Boston Brave搬到了校园附近来居住，因为他们需要在冬季的时候使用 Winter Ex来进行训练。他们在1944年春天的时候回到了Boston
- 1944年: 第五十次捐赠周年纪念日开始了。
- 1945年: a capella 被音乐大师Duncan Phyfe创立
- 1946年: Edward Albee 从学校毕业了，他的第一部歌剧，schism，出现在了choate文学杂志中关于毕业典礼的片段。 Wilken field被捐赠给学校，为纪念 ted Wilken。9月27-29日，choate50周年校庆，参与者有约翰肯尼迪，耶鲁大学校长，普林斯顿大学校长，William大学校长，还有其他高中的校长。
- 1947年: 学校注册学生有533名，校董选择了st john作为学校的第三十一任校长。他在6月11号就职，开始了他26年的校长生涯。Richard Higgins继任了st john在基金会的主席位置。学校购买了Logan Munroe house，这是Charles Munroe为了纪念他的儿子给学校的捐赠。
- 1948年: 学校注册学生有550名，学校建造了Nichols house，这是Charles Walter Nichols送给学校的礼物，为了纪念他的父亲，也就是1947-1957年的校董。
- 1950年: 学校第一次庆祝社区日（community day ）
- 1952年: 阿德莱.史蒂文森(Adlai Stevenson)成为共和党的总统候选人，同时1956年再次成为候选人。
- 1953年: 12月5日，Courtney(考特尼) 冰球场被捐赠给了学校。
- 1957年：学校建造了Wheeler House（威勒宿舍），以Frank Wheeler（弗兰克.威勒）来命名，他是Choate 1916-1952年的老师和教务主任. Johannes van Straalen开始在学校教俄语，就在史普尼克1号发射之前一个月，10月，Clara St. John（克拉拉 圣.约翰）和George St. John（乔治 圣.约翰）捐赠了St. John Hall（圣.约翰礼堂）, 花费了56万多美金。
- 1959年: 在学校的40年，也就是纪念圣.约翰校长退休的一本书，被亨利.霍尔特和他的公司发布。
- 1960年: 4月17号的时候，历史俱乐部邀请到了诺贝尔奖的得主，拉尔夫 本奇，他的儿子拉尔夫，二世，也是学校的第一名黑人学生。学校建造了皮特曼，阿特沃特，和米得宿舍。米得宿舍是以 乔治.米得来命名的。他是1911年的学生，也是1947-57年之间的校董。在11月的时候，约翰肯尼迪被选举成为美国总统，根据统计，只有18%的choate学生投了肯尼迪的票。
- 1961年: 1月20号的时候，肯尼迪正式成为了总统，他演讲开始时候“ask not”的那句话是来自于乔治.圣.约翰的一句话：“不要问学校能为你做什么，问问自己能为学校做什么”
- 1962年：5月5号的时候，学校建造了新的图书馆，当时罗伯特 弗罗斯特在场读诵了他著名的诗歌：《全心的奉献》. 学校同时建造了斯潘塞宿舍（原本叫62宿舍），1986年的时候，它以命名，主要是为了纪念詹姆斯.斯潘塞, 1962-1982 年的物理化学老师。
- 1963年： 后来的著名演员迈克尔.道格拉斯毕业了。学校建造了Quantrill house，名字是为了纪念Ernest Quantrill，1942到1961年之间的校董。
- 1964年: 在夏天的时候， 阿尔贝托 "帝科" 卡瑞奥 '66 获得了美国16岁以下网球赛的冠军，他在校队的纪录是36-0.
- 1965年: 约翰帕索斯参加了文学杂志创建50周年纪念日。当时12年级的历史课由杰克.麦秋恩，也是当时国务卿的顾问，他们挑战了他关于越战的知识。麦库克房子建好了，是为了纪念安森.T.麦库克，1911到62年的校董，同时也建造了CK屋，由弗兰克.温德尔设计的宿舍。
- 1966年：名誉校长 George st john 去世，享年88岁。在春季的时候ralph Metcalf，伊利诺伊周奥运会金牌获者，也同样是伊利诺伊州议员的儿子，成为全国高中范围内最强的投球手。 Clinton knight house建成，为了纪念 Clinton P knight，1938-52年之间的校董，秋季的时候，Paul Mellon捐赠了150万美金来建造剧院，艺术，和音乐设施。在1972年的时候，他的预算高达了500万美金
- 1967年: 冬季的时候，William C. S. Remsen捐赠了Remsen体育场，冰球校队的比分是17-0. 学校同时建起了steel hall，以George steel命名。教堂向南边扩张，hall向南边扩宽。棒球运动开始了第八季的比赛，最终以54-2结束赛季。非裔美国人组织成立。秋季的时候，在康州的格林威治，rosemary hall的校长，Alice mcbee，希望校董协会能够考虑和choate男校进行官方性的合并，这样能够解决招生和资金的问题。
- 1968年: 在一月份的时候，duke Ellington管弦乐团在教堂中进行了演出。1月8日的时候St. john校长和rosemary hall的校董主席进行了一次私人面谈，其中包括迁移和安置rosemary hall的事情。1月26号的时候，choate董事会同意了和rosemary hall进行进一步的交涉。6月份的时候，双方的董事会进行了正式的交涉，同时rosemary hall 也将会进行迁移。9月24号的时候，st john和mcbee 在st john hall进行了交涉，同时保证会在choate新建一座校园给rosemary hall。双方的正式合作始于1971年9月份。
- 1969年: 在春季的时候，为了缓解学生的压力，St John校长让英语大师 Malcolm Manson进行一项名为“metanoia”的活动，用一个时长为6周的演讲活动来代替周四的课程. Margaret Mead和Alvin Toffler是最初的两个演讲者。第一个拿到了硕士学位的非裔美国人，Charles O. Todman在学校当历史老师，同时也在学校开办了非裔美国人研究中心。 学校变更了着装要求，不再要求学生必须穿正装上课。三月份的时候，St John允许了50名学生参加了在华盛顿的和平游行。
- 1969年: 1月份的时候，建筑学家James Polshek在沃林福德镇上设计rosemary hall的校园。最后的预算时640万美金。在颁奖日，Seymour St. John是这次毕业的演讲者。
- 1970年: 春季的时候，20名Rosemary Hall的女生住到了Choate的校园，她们住在Nichols house. Med Colgate成为乔特新闻的临时编辑。在校生Peter Prescott ，“纽约时报Orville Prescott编辑的儿子，写了一本名叫“一个属于我们自己的世界”的书，在学校1967-68年间引起了不小的政治骚动。秋季的时候，学校不会再要求学生必须要去教堂了，Zurn管风琴被安置在教堂内，为了纪念John Henry Zurn.
- 1971年: 学校招收了568名男生，Elizabeth Winslow Loomis 开始了她两年的校长生涯，她曾经是曼哈顿Lenox school的校长，同时也是Rosemary Hall的老师和院长。6月3号的时候，在格林威治举行了最后一次颁奖日，choate校长Seymour St John在毕业典礼上进行了演讲。格林威治校园是从Daycroft school手中买下的。后来他们就把校园搬到了Rock Ridge Road 附近。8月的时候，Wallingford最后两所校园建筑完成了，分别是Macquire 体育馆 和Bronfman 图书馆。 学校和233名女生都搬到了附近。
- 1972年： 5月12-14号的时候，举行了建立Paul Mellon 艺术中心的建成仪式，这是Paul Mellon 给学校的礼物，总共花费5百万美金，12号的庆祝包括了Edward Albee 的演讲，他写的作品zoo story，最后被被Boston pops和victor borage所表演，5月13号的时候彻底建好了rosemary hall的校园。秋季的时候，取消掉了学生必须参加每天的正式晚餐的常规。
- 1973年: 秋季的时候，Rosemary Hall的年鉴：“答案之书“和Choate的年间 “纲要”合并了。7月1号的时候，Seymour St john辞去了校长的职务。Philip Ventre组织了Wallinford的管弦乐队，然后在PMAC进行表演。学校购买了Lewis house，这是为了纪念Robert E Lewis，一名1917-47年的老师。秋季的时候，Choate和Rosemary Hall统一了评分标准。10月4号的时候Charles·F·Dey 被评选为第一届Choate和Rosemary Hall的校长。Dey以前是达特茅斯大学的院长，同时也在安多福（Andover）教过历史。他指定Rosemary Hall的学术院长Joanne Sullivan为rosemary hall的校长，她以前是圣保罗学校的老师。Richard Aikens为choate学校的校长。
- 1974年: 6月份的时候，两所学校的校董会合并了，并且由Elizabeth Hyde Brownnell 来当校董会主席。Rosemary hall的校报“野猪”也和choate的“乔特新闻”进行了合并。学生组织的创意艺术团成立了，现在艺术分会被算在毕业要求当中。
- 1976年: Jamie Lee Curtis是学校的毕业生。2月18号的时候，火灾烧毁了冬季运动场。12月1号的时候，学校重建了运动场，以Worthington Johnson的名字来命名，他帮助choate在两年内募集了4百万美金。射击运动和壁球成为了男女皆可参加的运动。
- 1977年: 5月份的时候，第一次联合举办颁奖日。秋季的时候，第一次联合举行，新生注册，新生引导和新生集会。Choate的学生会和rosemary hall的学生委员会进行了非官方的合并。橄榄球，在Doug James的带领下开始了第五季的训练，最后以32-7-1的成绩完成赛季。Bobotte Reed是学校的第一名黑人招生官。Adlai e Stevenson演讲季开始了，创办人是Allard Lowenstein
- 1978年: 5月28号的时候，第一次合并的毕业典礼在Archboard草地举办，同时也在宣传里面写到了choate rosemary hall. 秋季的时候，在99－yard，Choate的橄榄球以9-3打败Deerfield，
- 1979年: 3月份的时候，john Joseph 活动中心代替了体育馆，经费来自Morgan和Barbara Olin Taylor的捐赠。退休校长Eugenia Baker Jessup 去世了。在校友周末的时候，Larry hart 游泳馆成为一个男女皆可参加的设施。这个泳池经费来自Larry Hart的经费。11月1－4号的时候，学校表演了《萨勒姆的女巫》，作家亚瑟米勒在学校举行了一次关于麦卡锡主义的演讲。
- 1980年: 学校举行了毕业舞会，同时两所学校的节日也进行了合并。十字架从教堂内移出。
- 1981年: 学生会进行了官方性的合并，春季的时候，Joanne Sullivan建议增加实验室科学和电脑科学。学校的必要课程中增加了经济学，心理学，哲学，宗教学还有艺术
- 1982: 招收了76名有色人种的学生，比以前的两倍还要多。老师们同意了Sullivan去年提出来的建议。Richardson屋子被买了下来。这个名字是1998年起的，为了纪念Elfrieda Richardson，rosemary hall的老师。
- 1984年: 被学校提醒，4月份的时候，肯尼迪机场的海关抓住了一名从委内瑞拉来的学生，他携带了340克的可卡因，最后有14名学生因此事被开除。一个名为“60分钟”的电视节目报道了这件事。夏季的时候，康州学者项目开始了，第一期是由52名公立学校的学生来参加choate的数学和科学课。Spear为了宗教课程的捐赠成立了，以William spear来命名，1985－90年的校董会长，同时也是基金会的会长，最后筹集到了2600万美金。
- 1985年: Paul Giamatti 从学校毕业。Sylvester Boathouse建在了Lake Quonnipaug上。为了纪念Benjamin f Sylvester，学校的划船教练和历史老师。公关部门成立了，为了和社区建立起来联系。百年纪念社团成立了，主席是Elizabeth Brownell 和 Walter Nicholas。
- 1986年: 在教堂里面，挂起了名为“创造”的一个挂毯，这是1921年 rosemary hall那届学生的礼物，被Sylvia Hayden编织的。
- 1987年: Squire Stanley宿舍往Christian Street迁移了91公里，为了能够展示Paul Mellon science center的正面，也就是现在的Paul Mellon Humanities Center
- 1988年: 1月份的时候，学校和俄罗斯莫斯科的学校签署了一份协议，每年有4周进行一次交换生计划，有4名学生和1名领导。夏季的时候，康州学者活动，现在已经有105名学生，增加了人文课程，而不是以前单纯的数理课。Pierce house以Charles pierce来命名，他是1945-77年的招生办主任。Walsh house以Donald Walsh来命名，1928-59年的老师。
- 1990年: 5月份的时候，创校百年纪念和重聚周末在pmac举行，主持人是Elliott Gould。12月9号的时候，在学校的一次全校集会上介绍了Edward Shanahan
- 1991年: 9月8号的时候，Shanahan正式成为了校长。同年choate的捐赠数量减少了5.5%
- 1992年: 9月份的时候，Choate举行了入学典礼，那时候学生被要求在保证书上面签字。
- 1993年: 10月份的时候，校董会批准了一系列的改革计划，包括课程调整，提高住宿环境，主校区翻修等事情。
- 1994年: 校董会打算减少招生数量，在未来的5年内从1025减少到825人。员工的减少没有那么严重。
- 1995年: 4月20号的时候，纽约的Guggenheim博物馆 给学校进行了捐赠，1亿美金，85%将会被放倒Choate的捐赠里面。捐赠者是Christopher Hutchins和Edwin Goodman。Hutchins 2000万美金的捐赠是目前美国高中收到的最大的一笔私人捐赠。Paul Mellon当时捐赠了1000万美金。 10月份的时候，学校建立了hunt 网球中心，这是Tod hunt给学校的礼物。 Albert Schweitzer 人文研究项目，在1973年成立的，开始了在学校的第四年。这个项目让诺贝尔奖的获得者来到校园，包括米哈伊尔.戈尔巴乔夫，戴斯蒙.图图, 贝蒂.威廉斯。
- 1997年：Potter House成为了校长的住所，这个名字是为了纪念George Potter，在学校任教的老师，同时也是棒球教练。
- 1925-67年: 学校开始了Icahn研究项目，这个项目是Gail 和 carl c Icahn组织的，也是由Icahn慈善基金会和the Foundation for a Greater Opportunity 联合举办的.  Tom Generous和Charles Wilson发布了一本名为Choate Rosemary Hall：A History of The School的书。
- 1998年: 教堂重建，并且重新以退休的校长Seymour st john来命名。

     2001年，Carl C. Icahn，97届和00届的家长, 为学校捐款500万美金，因此Paul Mellon 科学中心也改名为Carl C. Icahn 科学中心。
- 2001年: 在捐了500万美元后，鲍勃·梅陇(Paul Mellon Science Center)科学中心被重新命名为查尔·C·艾克（Carl C. Icahn）中心。
- 2002年乔纳森体育中心（Johnson Athletic Center）的北翼完工。柯立夫·合金丝（Christopher Hutchins）出资翻修了图书馆。拉里·哈特（Larry Hart）出资翻修了克缇斯屋（Curtis House），并将其重新命名为莎莉·哈特木屋（Sally Hart Lodge）并作为学校的迎宾楼。
- 2005年: Edward Albee '46 receives a Special Tony Award for Lifetime Achievement.
- 爱德华·艾比（Edward Albee）获得了给予毕生成就的特殊托尼奖（Special Tony Award for Lifetime Achievement）。
- 2006年: 在二月的冬天的奥运会，冰球团里有三个从乔特毕业的 - 吉拉·鲁吉耶罗（Angela Ruggiero'98）、金·因萨拉科（Kim Insalaco'99）和朱莉·朱（Julie Chu'01) 。四月的时候， 八校联盟 （Eight Schools Association) 的代表都在罗伦斯福（Lawrenceville）集合，讨论一下更正式的安排，包括文学杂志、体育联盟和学生与老师的会议；乔特的沙纳翰被选会协会主席（在2009年，罗伦斯福的Elizabeth Duffy继任协会的主席）。沃尔顿 （Walton）家庭基金会捐款了1170万美元给Gakio-Walton奖学金项目。这是Benjamin S Walton’92 的同班同学Wilson Gakio的纪念碑。沃尔顿 （Walton）家庭基金会捐款了1170万美元给Gakio-Walton奖学金项目。这是Benjamin S Walton’92 的同班同学Wilson Gakio的纪念碑；这项目向来非洲、印度、中东和美国特定的一些地区的同学提供奖学金。Remsen 冰球场被修缮。11月的时候 乔特之前的校长，名叫西摩·圣约翰 （Seymour St. John) 去世了，享年94岁。不仅如此，在11月， 一项名为“领导机会”的运动被发起了，目标是筹集2亿美元。但从2004年的7月的静默期内，就已经收集了1亿美元的礼品和认捐担保。

Victoria Nuland '79, 欧洲和欧洲事务助理秘书长
- 2007: 校友会开始成立了CRH地区的俱乐部，由亨利·麦克努尔蒂’65（Henry McNulty) 担任主席；在波士顿与华盛顿，首届的俱乐部也被成立了。在5月的19号，Bruce’45和Lueza Gelb跑道的奉献，以捐助者命名。团聚周末的时候，乔特新闻跟一些当成记者的校友庆祝他们100的周年。东北校园变成了一部迪斯尼电影，由马丁·劳伦斯（Martin Lawrence）和瑞文·西蒙 (Raven-Symone)主演。十月，苏格兰皇家银行使用乔特的教堂拍摄他们的广告，也有70个学生被用作临时演员。根据Mosbacher和Sophonoanich家庭的捐款，5座房子就被重新命名。比如说：新老南就成为Mosbacher、Fox成为Chatri、Backes成为Jessup、Wheeler成为Lowndes和411兆梅成为了McBee。最后三名就是以前Rosemary Hall的一些校长的名字，也是1973年建造的三个临时宿舍的名字。秋季学期，过了30年后，阿拉伯语课程终于再次开课。
- 2007年：学校校友会建立了乔特罗斯玛丽区域俱乐部，并由亨利·麦那提（Henry McNulty）担任部长。该俱乐部在波士顿和华盛顿建立了分部。5月19日，学校的跑道被名为为卢扎·盖博（Lueza Gelb）跑道，以向该捐款人致敬。学校校报（The News）成立一百周年。
- 2008年: 在2月的11号，共和党的战略家Karl Rove在校园里度过了一天；最初他被邀请担任毕业典礼演讲人，但因为学生、家长和校友的反对，场地就被改变了。秋季学期，南房和Tenney房正式被开了；在11月5号，乔特决定把Tenney房献给Rebecca Tenney Agnew （在1927年从乔特毕业）。她为这2300万美元的项目捐赠了6000万美元。
- 2009年: 在5月的19号，乔特赢了Fed Challenge全国中冠军赛（团队包括Suril Kantaria、Dan Hartsoe、Nikhith Naidu、Ali Cooper Ponte和Adi Rajagopalan）。董事会主席Herbert V Kohler’57 提议捐赠一个环境中心, 该中心将建在东北校园262英亩（1.06平方公里）上。他说，“环境中心是一个LEED认证的结构，其中包含一个实验室/教学空间和住宅设施，我们认为这将构成“世界上最好的中学环境教育设施。” 秋季学期，Wallingford的市议会拒绝了乔特6万美元的提议，也拒绝了 学校在旧造船厂现场的合同，以换取关闭旧Durham路环境中心。可是，为Kohler环境中心的规划还是继续除了这件事以外，一个穆斯林的牧师也进入了乔特。St. John堂被修缮了。在10月的17号，在Greenwhich的St. Bede’s教堂，如今和毕业过的Rosemary Hall学生都庆祝教堂的百年纪念日，在教堂唱着奖传统的Rosemary Hall歌曲。Rosemary Hall校友会被成立了。除了既有在北京、香港、首尔、曼谷、波士顿、三藩市、洛杉矶和华盛顿的乔特会，在纽约和伦敦的乔特会也被成立。

Caterina Fake '86, Flickr和Hunch的创始人
- 2010年：1月29日，信托人批准了环境中心的建设计划，资金来自赫伯特·科勒（Herbert V. Kohler，Jr。1957年的校友）的2000万美元的捐赠。2月2日，Edward Shanahan告诉全校学生和老师们，他将在2010-11学年后辞去校长一职。11月5日，董事会任命Alex Curtis博士接替他。2月，在温哥华冬奥会上，美国女子曲棍球队获得银牌，有三名校友，分别是安吉拉·鲁杰罗（Angela Ruggiero'98）、朱丽叶（Julie Chu'01）和希拉里·奈特（Hilary Knight'07）。校长报告说，在国际金融危机期间，“当我们的一些兄弟学校受到几乎两倍的影响时，Choate的捐赠只下降了15%。”3月，Geoffrey S.Fletcher’88获得奥斯卡最佳改编剧本奖。春季和夏季，约翰逊体育中心后面建造了一个人造草坪运动场，专门用于10月9日与安多弗的美式足球比赛。
- 2011年：4月1日，耶鲁大学建筑学院院长Robert AM Stern设计了科勒环境中心。该中心将包括3个教职员工和20名学生的居住空间。 Choate主办了八所学校协会的年会，有8名校长，16名理事，以及ESA执行董事Robert Mattoon出席。 4月29日，学校宣布它的校务基金总数超过了2亿美元，有2.15亿美元的捐赠和承诺捐赠。 7月1日，Alex Curtis博士接替Edward Shanahan做担任校长。
- 2012年：春季学期，宣布将由了Cesar Pelli从Pelli Clarke Pelli公司会设计一个1700万美元的应用数学、计算机科学和机器人技术设施。秋季学期，所有学生和教师都必须拥有一台iPad。
- 2013 年：10月11日，拉斐尔中心（Lanphier Center）正式开始施工，预计完工日期为2015年3月。

## 学术
乔特设有天文、建筑、印刷、后现代主义研究、数码摄影、发展经济学等多种多样的选修课以及跨学科课程。课程大纲中含有超过300门课程。学生们被要求进行社区服务以及全球研究。所有的学科都设有荣誉课程。从2017年起，乔特不再提供AP课程。
学校设有一个两年的科学研究项目（Science Research Program, SRP）。该项目包括有一个暑假的高校实验室实习。学校另开设有一个里程碑项目，致力于向学校12年级学生提供一个深入探索某些学科的机会。每个里程碑项目的学生都被分配有一个教师做专门辅导员。在该辅导员的帮助下，学生会完成一个大型自主学习项目。在学生申请大学的时候，升学咨询办公室会为学生撰写一个里程碑项目的推荐信。
学校艺术中心拥有丰富的演出与艺术资源。学校的课外活动俱乐部包括五个合唱（a cappella）小组，踢踏舞、诗吟诵表演、嘻哈以及说唱俱乐部。以及大小不一的即兴演出、剧场、乐器合奏、摄影、摄像俱乐部和各种杂志及校刊。学校的艺术特长项目（Arts Concentration Program）给予学生自主探索艺术的机会，并向学生提供独特的时间表。
学校的毕业年级的设计项目为学生提供了校内外的、在学术研究，视觉艺术，表现艺术方面的实习机会。学校的其他一些项目包括美国研究（American Studies）、创意写作（Creative writing）、经济学、未来领袖（FBLA）项目、数学、哲学、心理学、宗教、辩论以及联邦挑战（Feb Challenge）等。学校在2011-2012学年创设了阿拉伯及中东研究项目（Arabic and Middle Eastern Studies Program）。乔特的全球研究办公室向学生提供了境外留学的机会。约三分之一的乔特学生参加过为期一个学期的中国、法国、日本、西班牙或约旦的留学项目。
罗伯特·A·M斯坦建筑公司于2012年建造了科勒环境中心（Kohler Environmental Center）。KEC位于校园的东北方，被誉为“美国第一个集教学、研究和住宿为一体的高中环境学中心”。它可以容纳多达二十名学生以及两名教师，并且是学校的浸入环境项目（Environmental Immersion Program）的教学地点。
在2015年学校建造了拉斐尔数学及计算机中心（Lanphier Center for Mathematics and Computer Science）。该中心耗资一千七百万美元，占地面积达三万五千平方英尺，被用于应用数学、信息技术、以及机器人研究的教学。拉斐尔中心由建筑师塞萨尔佩利（Cesar Pelli）的公司设计，拥有实验室，教室，讲堂，公共活动区域，以及一个U形的院子。该中心通过一座桥与学校的科学中心连接。
学校的联邦挑战（Fed Challenge）队在2009年获得了国家冠军，并在过去的13年中赢得了12次新英格兰地区冠军。在2012年的美国数学比赛（AMC12）中，乔特数学队赢得了美国总冠军。
乔特的室内管弦乐队于2009年12月在白宫进行了演出。在2010年和2011年，学校交响乐队在欧洲十国进行了巡回演出。学校合唱团在2011年圣帕垂克日于罗马圣皮特教堂进行了演出。乔特的交响乐团和合唱团于2000，2005，2007和2014年在东亚进行了巡回演出。2014年六月的演出地点包括了首尔，香港，澳门，长城居庸关和北京少年宫。乔特的交响乐团也曾在纽约的林肯中心，卡耐基大厅和古根汉姆（Guggenheim）博物馆进行过演出。
2012年，乔特成为了第一个要求所有学生和教师拥有iPad的学校。当年秋季学期，平板电脑的应用被整合进了教学大纲。2012年八月，学校技术指导对iPad在教学中的使用的评论登上了美国日报。

## 统计概述
乔特有215名走读学生和650名寄宿学生。这些学生分别来自美国的43个州以及44个其它国家。百分之15的学生为国际学生，百分之33的学生为有色人种。在2012-2013学年共有2018名学生申请了乔特，其中有百分之十九的学生被录取。乔特的招生办公室曾经在29个州以及14个国家举办过活动。2014-2015学年的寄宿总学费为54840美元，走读总学费为42840美元。
有百分之32的学生接受了学校的财政补助，总计超过1千万美元。寄宿学生平均每人接受了38000美元的财政补贴，走读学生平均每人接受了26000美元的财政补贴。学校同时还拥有许多不同的奖学金项目，包括Paul Mellon奖学金（给予科学和数学的优秀学生）、Gakio-Walton奖学金（给予非洲，中东，以及印度学生）、Glendorn奖学金（给予美国西南部学生），Wallingford奖学金（给予当地学生）等。
乔特的131名教师当中，有百分之67拥有高等学位。大约百分之90的教师住在学校校内。同时，乔特拥有51位管理教师。平均课堂人数为12人，师生比为6:1。
乔特在2014财年总校务基金委3.567亿美元。在八校联盟中，乔特以210万美元的家长捐赠领先于其他学校。2014财年总捐赠收入为289万美元。在2006年11月，学校发起了一个目标为2亿美元的捐款运动。在2011年，运动结束之时，乔特收到了总额为2.2亿美元的捐款。
学校提供新教，天主教，犹太教以及伊斯兰教的宗教活动。其中包括基督教祷告，新教晚间祷告，天主教弥撒，佛教冥想，其他精神活动，反思活动，以及其他学生宗教组织。
学校总共有在32项校际体育活动共81个体育队。乔特的传统竞争对手是鹿田中学（Deerfield Academy）。每个秋季学期的最后一个周末是鹿田日。在这一天，两个学校进行每一个体育的比赛。
2011年7月1日，埃雷克斯·柯蒂斯（Alex Curtis）博士从爱德华·沙纳汉（Edward Shanahan）手上接过校长一职。沙纳汉从1991年起在学校担任了20年的校长。2010年11月4日，校董会全票票选了柯蒂斯作为乔特的校长。在这之前，柯蒂斯曾经在新泽西州的莫里斯·比尔德学校（Morris-Beard）担任了7年校长。

## 建筑设施
乔特在占地458英亩（1.85平方公里）的校园内有121栋风格各异的建筑。大多数的乔特的建筑都是格鲁吉亚复兴风格（由Ralph Adams Cramand与Polhemus Coffin建设）。可是，乔特也有些18世纪和19世纪的房屋与现代的建筑物（被著名的I.M. Pei与James Polshek建设）。
主要的建筑物格鲁吉亚红砖, 常常使用经典设计，这些设计是早期建筑阶段的统一建筑特征。按时间顺序排列这些主要的建筑物：

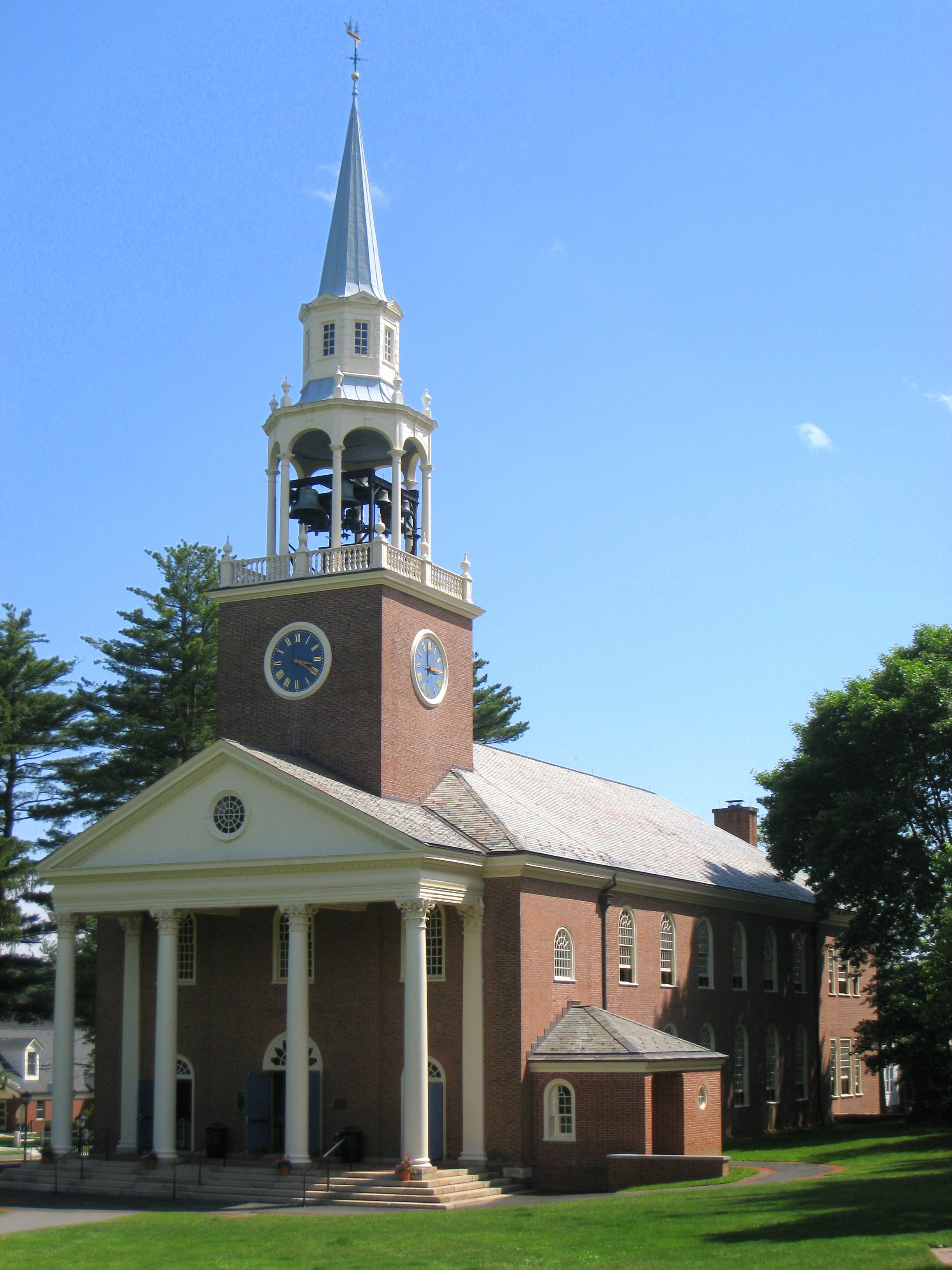
Seymour St. John教堂，于1924年建设, 由Ralph Adams Cram 设计

- Seymour St. John教堂，于1924年建设, 由Ralph Adams Cram 设计希尔楼 (Hill house): 于1911年建设, 由Francis Waterman设计; 行政办公室, 建筑物的第二楼有宿舍.
- 西侧楼 (West Wing): 于1914年建设; 相邻hill house, 餐厅, 第二楼有宿舍  .
- 之前的学生活动中心 (最初是乔特的体育馆): 建造于1917年的体育馆, 在1979年被翻修; 如今没被空置, 跟Larry Hart游泳池有接头。
- 纪念大楼宿舍 (Memorial House)：于1921年建设; 在东北校区的宿舍, 建筑物的构型与西南方Hill house特别相似。
- Seymour St. John教堂(之前是St. Andrew's教堂): 于1924年建设, 由Ralph Adams Cram设计; 最近是为被苏格兰皇家银行（Royal Bank of Scotland)当成拍摄广告的地点。
- Andrew Mellon图书馆: 于1925年建设, 由Edward Mellon设计; 由美国的财政部长Andrew Mellon 提供; 图书馆的特别收藏包括肯尼迪总统、Adlai Stevenson 、Edward Albee 的纪念品。图书馆也有从乔特毕业的作者的文学作品。
- Archbold: 于1928年建成, 由Ralph Adams Cram设计; 建筑物的构型与Hill房子和Memorial房子特别相似; 以前是美国最大的学校医务室, 如今包括乔特的招生办公室和接待中心，在二楼有宿舍。
- Hall house: 于1929年建成; 跟West Wing连在一起, 还有餐厅和宿舍.
- Paul Mellon人文学中心 (以前是Paul Mellon科学中心): 于1938年建设, 由Charles Fuller设计; 包括乔特的数码视频实验室与英语、历史、哲学、宗教和社会科学的科室。
- Logan Munroe宿舍: 于1947年建设; 宿舍，跟Memorial房子、Nichols房子、Pitman房子构成乔特的“Mem环路” 。
- Nichols大楼: 于1948年建成, 由Polhemus & Coffin设计;现在是9年纪女生宿舍.
- George和Clara St. John大厅: 于1957年建市; 数学与计算机科学部, 在2015年被拆毁.
- Pitman房子: 于1960年建设; 宿舍.
- 图书馆新的厢房: 于1963年建设。
- Steele楼: 于1967年建设；外语部.
- Tenney宿舍楼和Bernhard宿舍楼: 于2008年建成, 由Centerbrook Architects设计; 寄宿高中的原型的逐步形成，因为这两所宿舍都在公共道路路边。
- St. John楼: 于2016年建成, 是现在的学生活动中心, 包括乔特的商店、食品商店、电子游戏室、乒乓球桌、书房、校报报社, 还有走读生的衣柜.

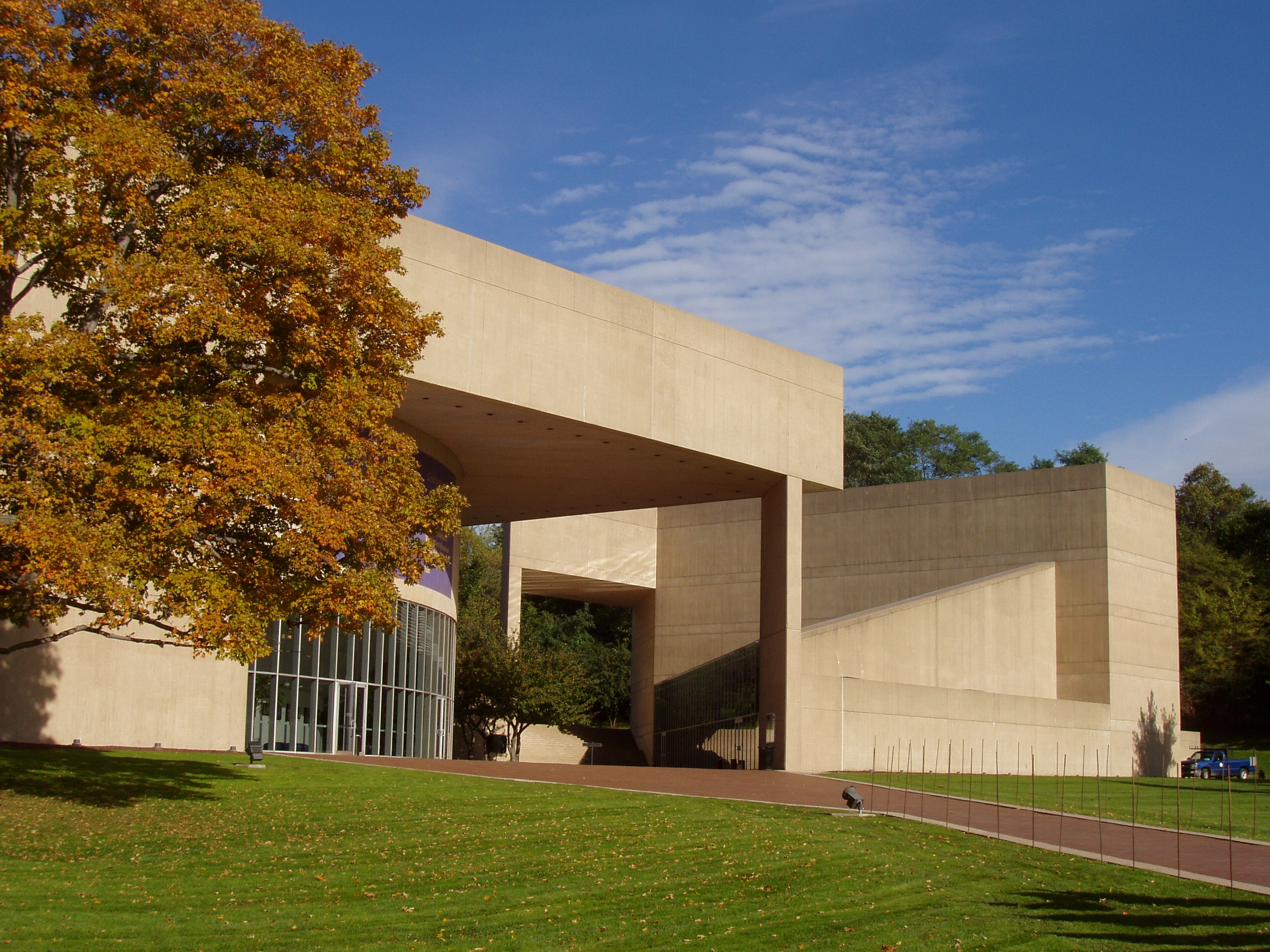
Paul Mellon 艺术中心，由贝聿铭设计

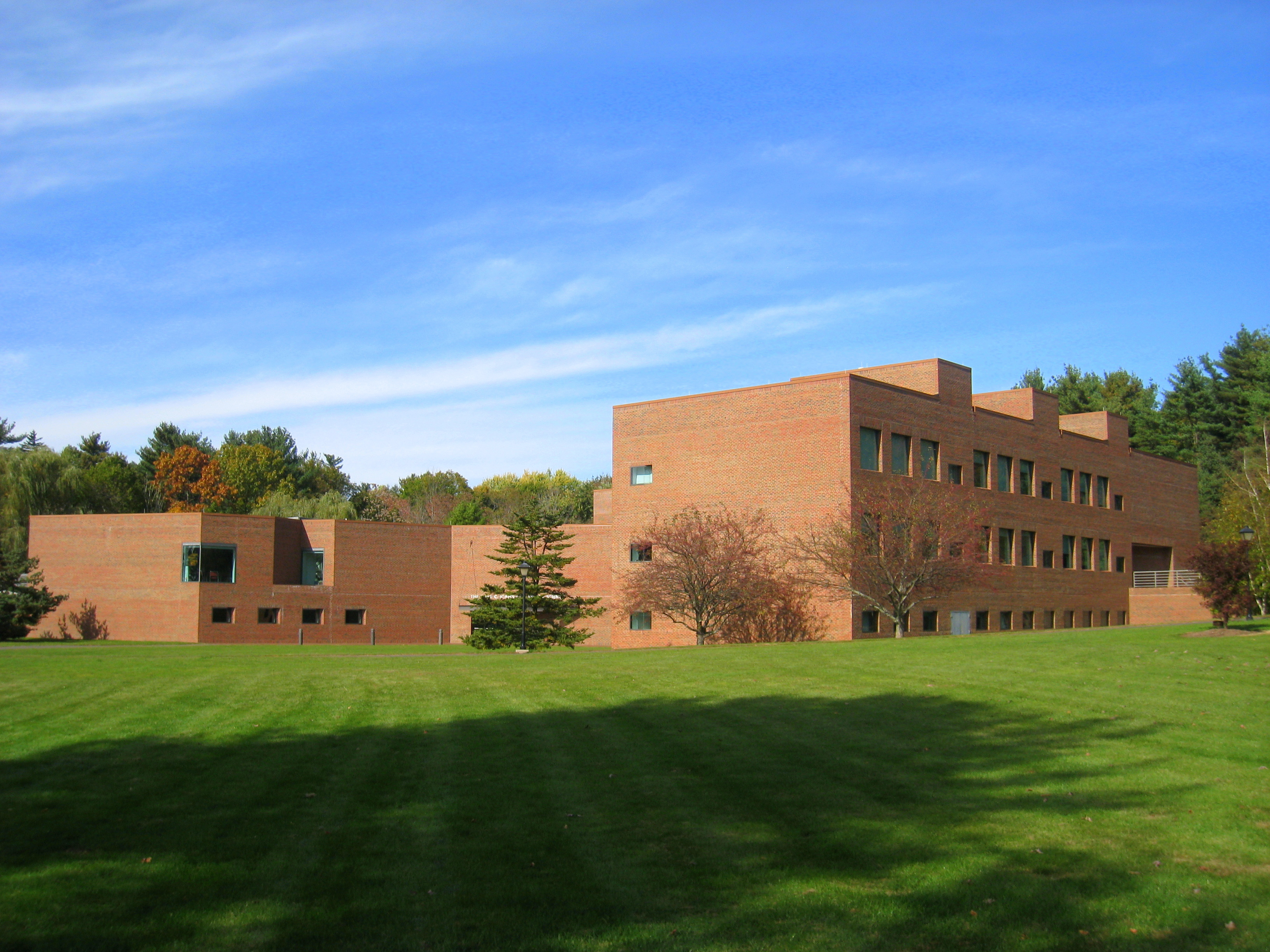
Carl C. Icahn 科学中心，由贝聿铭设计

校园内由贝聿铭（I. M. Pei）设计的建筑物：
- 保罗·梅隆（Paul Mellon）艺术中心(简称为PMAC): 于1972年建成, 是保罗·梅隆送给乔特的礼物。这栋建筑同样是贝聿铭设计的华盛顿国家美术馆东楼的原型。
- 包括由乔治·伊泽诺尔（George Izenour) 设计的有775个座位的剧院、黑匣子剧院、独奏厅、电影制作室、展览馆、美术工作室、音乐练习室、相关更衣室和教室；PMAC也是沃林福德交响乐团的所在地，也是在校园参观的时候必须去的一个地方。
- 伊坎科学中心 (之前是保罗·梅隆科学中心): 于1989年建成, 原来是保罗·梅隆赠与乔特的礼物,。但在2001年由于卡尔·伊坎（Carl C. Icahn）的捐款，重新命名为伊坎科学中心; 这栋建筑物包括22间教课、实验室、与礼堂; 提供物理、化学和生物课。

乔特的另一些大型建筑物和体育设施包括：
- 科勒环境中心: 于2012年建成, 由Robert A.M. Stern Architects设计; 被成为“美国高中教育的第一个教育、研究与居住环境中心。”
- 兰菲尔中心: 于2013到2015年建成, 由César Pelli设计; 大多是Cameron和Edward Lanphier '的捐款; 这是一个35000平方英尺的应用数学、机器人和信息技术中心；它的u形建筑的中心是一个绿树成荫的庭院；一个人行桥连接着兰菲尔中心和伊坎科学中心。 兰菲尔中心也包括科学教室、自习室、咖啡厅、机器人实验室、和I.D. 实验室。
- Rosemary Hall的校园: 于1971年建成, 由James Polshek设计; 是位于东北校园的建筑群，包括 Bronfman---从前的图书馆、如今的Learning Community幼儿园、Macquire体育馆、和Brownell楼。从前，Brownwell是是一个教学楼, 但如今是乔特校友关系部、发展部和信息技术部门的办公室。2000年初，这里的女生宿舍被拆除。
- Sally Hart Lodge与校友中心: 于1850年建设; 用作校友中心和乔特的“旅馆”。
- Pratt医务中心: 学校配备24小时值班护士和儿科医生，也有心理咨询办公室。
- Clinton Knight宿舍与McCook宿舍: 于1966年建设, 由Frank Winder '39设计; 两个白砖的宿舍, 每个都是一个带有中央天窗中庭的四边形建筑。
- Worthington Johnson体育中心: 于1932年建设, 由Lewis Augustus Coffin设计; 在2002年北楼补建, 由Herbert Newman and Partners设计; 之前是叫冬季体育楼，但在1976年就重新命名为Worthington Johnson体育中心; 这个庞大的建筑的中心大厅被波士顿勇士队在1943年和1944年用来作为他们春季的训练场地； WJAC包括两个篮球场、室内的壁球场、摔跤室、排球场、室内的跑道、乔特的划船运动员的训练室、健身房和舞厅。
- Remsen 冰球场: 于1967年建设, 在2006年被翻新，最近有四名美国女子奥运会选手都是乔特毕业生。
- Larry Hart游泳池: 于1978年建设, 由Jeter、Cook 和Jepson设计; 一个25米长、8个泳道、的太阳能加热泳池。乔特的游泳池也有电子计时系统和水下的窗口。
- Hunt网球中心: 于1995年建设; 梯田式设置，包括俱乐部、训练办公室和22个网球场，其中六个是符合USTA规定的全天气场地。
- Shanahan足球场: 于2010年建成; 有着非常复杂的人工景观，配有用于夜间活动的永久座椅和照明灯。
- Bruce and Lueza Gelb跑道: 于2008年建成; 8个跑道，也有跳远、跳高和投掷的设施。
- Sylvester船屋: 于1985年建成; 在Quonnipaug湖, 乔特的划船运动员训练的地方。

## 课外活动

### 体育
乔特的运动队跟新英格兰和邻近各州的学校比赛。各队的级别包括一队，二队以及三队。乔特有32个不同的运动项目和81个队进行校际比赛。校内体育包括有氧运动、舞蹈、高级体重训练、瑜伽、冬季跑步、攀岩、健身和状态保持以及排球。
从2007年到2016年，乔特在足球、男子和女子冰球、女子足球、男子高尔夫、男子划船以及女子游泳、排球和水球方面都赢得了新英格兰冠军。在同一时期，Choate在男子和女子壁球、男子越野跑步、高尔夫、垒球、网球和女排中赢得了创始人联赛冠军。
乔特的体育总监和八所学校协会的其他成员组成了八所学校体育理事会，该理事会负责组织学校之间的体育赛事和锦标赛。乔特也是新英格兰预备学校体育理事会（NEPSAC）和创始者联盟的成员，该联盟由私立学校组成。创始者联盟的学校主要在康涅狄格州。

| - 橄榄球 - 男子足球 - 女子足球 - 男子越野跑步 - 女子越野跑步 - 曲棍球 - 女子排球 - 男子水球 - 划船 | - 射箭 - 男子篮球 - 女子篮球 - 男子冰球 - 女子冰球 - 男子壁球 - 女子壁球 - 男子游泳 - 女子游泳 - 男女跳水 - 摔角 | - 棒球 - 垒球 - 男子网球 - 女子网球 - 男子高尔夫 - 女子高尔夫 - 男子田径 - 女子田径 - 男子划船 - 女子划船 - 男子长曲棍球 - 女子长曲棍球 - 女子水球 - 男子排球 - 飞盘 - 帆船 |

### 乔特–鹿田学校的竞赛
乔特和鹿田（Deerfield）两个学校之间长期以来有着传统的竞赛。秋季运动季的最后一个周末是鹿田日（在鹿田，这一天被称为“乔特日”），两所学校的一队和二队在每一项运动中都进行比赛。这一传统始于1922年，当时鹿田的校长弗兰克·博伊登和乔特校长乔治·圣约翰交换了信件。从那时起，大巴车（早期是火车）就载着学生们沿着康涅狄格河谷（Connecticut River Valley）行驶80英里，在竞争对手的校园里为他们学校的运动队加油。
在活动开始前的几天，由乔特的野猪拉拉队和鹿田的拉拉队各自在自己的学校集会和举行活动。以前在乔特有一个点燃结构复杂的喷火龙的传统。在鹿田有一个篝火，上面是燃烧的代表乔特的C字母。鹿田还有围绕学校印章的仪式，这样乔特团队不会在印章上踩踏。近年来，这两所学校的校友俱乐部在世界各地聚会，从伦敦到洛杉矶，一起观看乔特和鹿田的橄榄球比赛的现场直播。
类似的寄宿学校之间的竞赛包括安多福（Andover）和艾希德（Exeter）的竞赛和霍奇基斯（Hotchkiss） 跟塔夫脱（Taft）的竞赛。

### 历史板球比赛
Rosemary Hall 于1893年开始在沃林福德主办板球比赛，对手是哈森夫人在纽约佩勒姆庄园的学校进行的比赛，被描述为“美国历史上第一个跨学校的高中女子体育赛事”。（当然，女孩的校内运动已经存在，但Rosemary Hall板球比赛是最早发现的校外项目。）1983年这次板球比赛直到1997年才出现在《乔特官方历史》中。关于这一事件的其他讨论给出了一个1895年或更早的推论日期，参考了1896年的报纸文章，这些文章暗示着一种成熟的学校之间的体育竞争。1898年的一个名为“女人和板球”的有线新闻报道说，罗斯玛丽-哈森系列有四岁。根据1998年出版的《美国板球标准史》，无论第一场比赛的日期是什么，新闻界对这种新奇事物的处理都是“过度宣传和温和的耸人听闻”。据《纽约时报》报道，“这个国家一些最杰出的男人的女儿们光着头，穿着毛衣和短裙，抵御寒冷的寒风。”《巴尔的摩晨报》在标题“女孩打板球”的标题下指出，“佩勒姆女孩的裙子比对手的裙子长两三英寸。”1896年11月，《耶鲁医学杂志》刊登公告称，耶鲁医学院学生弗雷德里克·胡尔塞伯格（Frederick Hulseberg）“今年秋天被聘为罗斯玛丽霍尔学校的板球队的教练”，从而成为美国第一位女子板球教练。

## 传统和习俗
乔特的一些传统包括:
- 在学校开始时的入学仪式，每个学生都会签署一份承诺，即“个人成长，诚信，自律和照顾他人”。
- 在秋季班的最后一天举行蛋糕竞赛。学生和工作人员参加了一个5公里越野赛，每年级的优胜者都会得到一个蛋糕。

Archbold, 于1928年建设, 由Ralph Adams Cram设计. 图中是毕业典礼的座位安排。
- Lessons and Carols是基于在剑桥国王学院教堂举行的仪式。西摩圣约翰教堂的圣诞烛光活动包括圣经朗诵、乔特合唱团的演奏、器乐团体和会众唱颂歌。
- 纸板船比赛于春季发生。学生们聚集在科学中心池塘的岸边，观看纸板船之间的比赛。这对学生们对浮力原理进行了考验。大部分的时候，许多船只会沉没。学生们必须沿着池塘的长度航行，并且有不同的奖：速度奖，创造性设计奖和最佳纸板盔甲。
- 第一次学校舞会是由高三学生主办的高二学生的最后一次社交活动。这标志着还有100天直到学校结束。
- 最后一次学校舞会是高三学生的最后一次社交活动。传统上，高三学生们会在活动里享受招待会、晚餐、舞厅舞蹈和摇摆舞比赛。
- 四月初，高三学生收到大学申请决定后，会举行一次燃烧庆典。在“2008年天井“上，大学拒绝信被扔进了火坑里，而且被大学学校的贴纸也会被彻底销毁。
- 花园聚会是以前女校的传统，在春季举行。高三女生邀请高二女生和一位老师到花园聚会。她们会交换鲜花，拍照，并把罗斯玛丽霍尔的传统传给高二女孩。聚会中也会显示幻灯片。作为对花园派对的回应，乔特男性学生已经创建了一个“Parden Garty”，现在也已包含在花园聚会的幻灯片部分中。

## 学校刊物
- The Brief, 《要闻》于1900年创刊, 乔特的年鉴。
- The News,《乔特新闻》, 与1907年创刊, 周报; 是美国最悠久的学生出版物之一。
- The Lit, 《文学》于1915年创刊, 文学杂志。
- Choate Rosemary Hall Bulletin, 《乔特通告》于1939年创刊, 校友杂志。
- Horizons, 《地平线》学生论文与评论。
- High Society, 《高尚社区》于2010年创刊, 社会评论，文学与艺术作品。
- Noise《响声》, 于2009年创刊, 音乐杂志。
- Overtime, 《加时》体育出版物。
- Lorem Ipsum《乱数假文》, 讽刺杂志。
- The Currency, 《货币》经济与政治杂志。
- A Trip to the Moon, 《月亮之旅》，电影评介。
- SciTech 《科学技术》，科学杂志。